# أوانلو
أوانلو هي قرية في مقاطعة خدا أفرين، إيران. عدد سكان هذه القرية هو 29 في سنة 2006.